# Annen-Polka

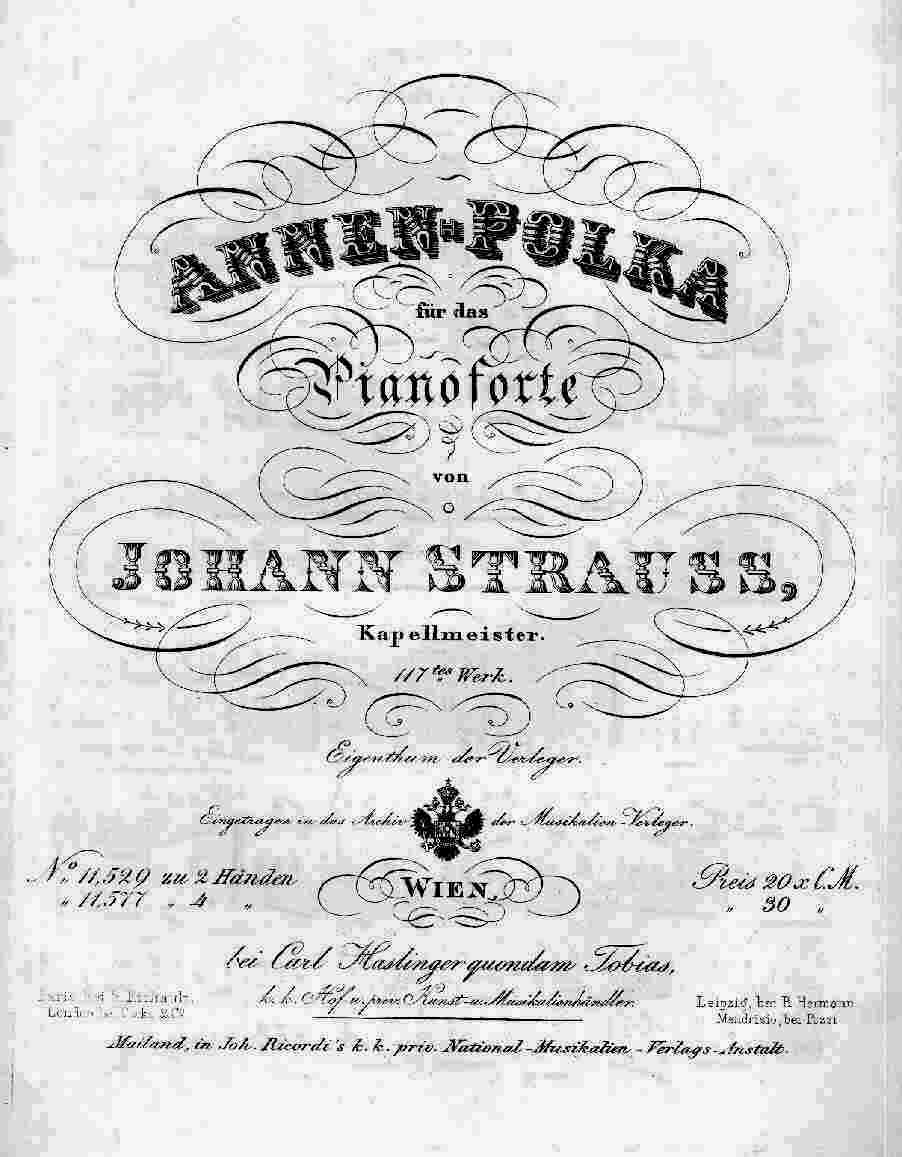
Annen-Polka

Die Annen-Polka ist eine Polka von Johann Strauss (Sohn) (op. 117). Das Werk wurde am 24. Juli 1852 im Garten des Lokals Zum Wilden Mann im Wiener Prater erstmals aufgeführt.

## Textfassung
Die Annen-Polka erscheint als Mir ist auf einmal so eigen zumute (nach der Korngold-Fassung 1931 auch „Schwipslied“ genannt) in der Operette Eine Nacht in Venedig.

## Einzelnachweis
1. ↑  Quelle: Englische Version des Booklets (Seite 32) in der 52 CDs umfassenden Gesamtausgabe der Orchesterwerke von Johann Strauß (Sohn), Hrsg. Naxos (Label). Das Werk ist als zweiter Titel auf der 9. CD zu hören.